# Église Sainte-Croix de Fourqueux
Pour les articles homonymes, voir Église Sainte-Croix.
L'église Sainte-Croix de Fourqueux est un édifice religieux situé sur la commune de Fourqueux, dans le département français des Yvelines. Elle est dédiée à l’Exaltation de la Sainte-Croix.

## Historique

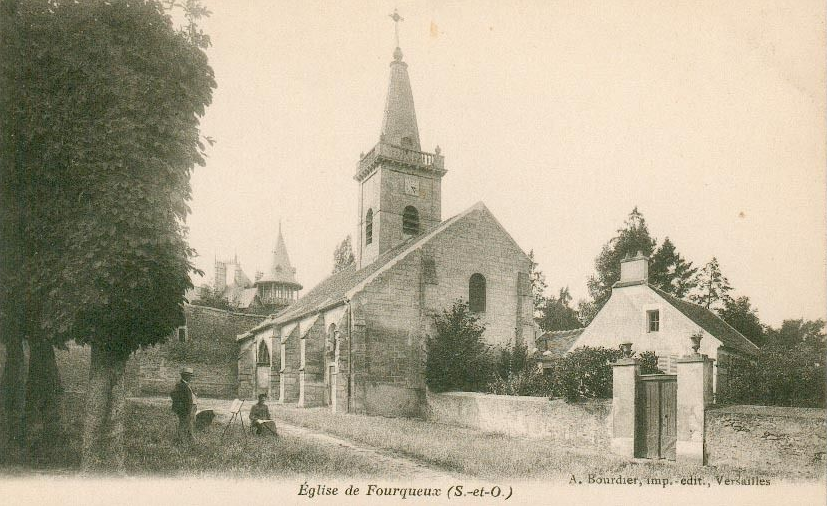
Carte postale Bourdier.

Sa construction commence à la fin du XIIe siècle, probablement à l'emplacement d'une église mérovingienne. Le roi Saint-Louis et Blanche de Castille auraient contribué à sa construction.
L'église est classée au titre des monuments historiques par arrêté du 14 juin 1946.

## Mobilier
Un ensemble de 14 panneaux représentant le chemin de croix est inscrit à titre objet des monuments historiques en 1999.